# Hipismo nos Jogos Olímpicos de Verão de 1992
O hipismo nos Jogos Olímpicos de Verão de 1992 foi realizado em Barcelona, na Espanha, com seis eventos disputados no adestramento, concurso completo de equitação (CCE) e salto.

## Adestramento individual
| Pos. | País           | Atletas         | Cavalos   |
| ---- | -------------- | --------------- | --------- |
|      | Alemanha (GER) | Nicole Uphoff   | Rembrandt |
|      | Alemanha (GER) | Isabel Werth    | Gigolo    |
|      | Alemanha (GER) | Klaus Balkenhol | Goldstern |

## Adestramento por equipe
| Pos. | País                 | Atletas                                                         | Cavalos                               |
| ---- | -------------------- | --------------------------------------------------------------- | ------------------------------------- |
|      | Alemanha (GER)       | Klaus Balkenhol Nicole Uphoff Monica Theodorescu Isabel Werth   | Goldstern Rembrandt Grunox Gigolo     |
|      | Países Baixos (NED)  | Tineke Bartels Anky van Grunsven Ellen Bontje Annemarie Sanders | Courage Bonfire Larius Sanders-Keyzer |
|      | Estados Unidos (USA) | Robert Dover Carol Lavell Charlotte Bredahl Michael Poulin      | Lectron Gifted Monsieur Graf George   |

## CCE individual
| Pos. | País                | Atletas          | Cavalo        |
| ---- | ------------------- | ---------------- | ------------- |
|      | Austrália (AUS)     | Matthew Ryan     | Kibah Tic Toc |
|      | Alemanha (GER)      | Herbert Bloecker | Feine Dame    |
|      | Nova Zelândia (NZL) | Blyth Tait       | Messiah       |

## CCE por equipe
| Pos. | País                | Atletas                                                          | Cavalos                                       |
| ---- | ------------------- | ---------------------------------------------------------------- | --------------------------------------------- |
|      | Austrália (AUS)     | David Green Gillian Rolton Andrew Hoy Matthew Ryan               | Duncan II Peppermint Grove Kiwi Kibah Tic Toc |
|      | Nova Zelândia (NZL) | Blyth Tait Andrew Nicholson Mark Todd Victoria Latta             | Missiah Spinning Rhombu Welton Greylag Chief  |
|      | Alemanha (GER)      | Herbert Bloecker Ralf Ehrenbrink Matthias Baumann Cord Mysegages | Feine Dame Kildare II Alabaster Ricardo       |

## Salto individual
| Pos. | País                 | Atletas           | Cavalos       |
| ---- | -------------------- | ----------------- | ------------- |
|      | Alemanha (GER)       | Ludger Beerbaum   | Classic Touch |
|      | Países Baixos (NED)  | Piet Raymakers    | Ratina Z      |
|      | Estados Unidos (USA) | Norman Dello Joio | Irish         |

## Salto por equipe
| Pos. | País                | Atletas                                               | Cavalos                                                 |
| ---- | ------------------- | ----------------------------------------------------- | ------------------------------------------------------- |
|      | Países Baixos (NED) | Piet Raymakers Bert Romp Jan Tops Jos Lansink         | Ratina Z Waldo E Top Gun Egano                          |
|      | Áustria (AUT)       | Boris Boor Joerg Muenzner Hugo Simon Thomas Fruehmann | Love Me Tender Graf Grande Apricot D Genius             |
|      | França (FRA)        | Hervé Godignon Hubert Bourdy Michel Robert Eric Navet | Quidam de Revel Razzina du Poncel Nonix Quito de Baussy |

## Quadro de medalhas do hipismo
| Ordem | País               | Medalha de ouro | Medalha de prata | Medalha de bronze | Total |
| ----- | ------------------ | --------------- | ---------------- | ----------------- | ----- |
| 1     | GER Alemanha       | 3               | 2                | 2                 | 7     |
| 2     | AUS Austrália      | 2               | 0                | 0                 | 2     |
| 3     | NED Países Baixos  | 1               | 2                | 0                 | 3     |
| 4     | NZL Nova Zelândia  | 0               | 1                | 1                 | 2     |
| 5     | AUT Áustria        | 0               | 1                | 0                 | 1     |
| 6     | USA Estados Unidos | 0               | 0                | 2                 | 2     |
| 7     | FRA França         | 0               | 0                | 1                 | 1     |